# Maison, 14 et 16 rue François-Péron
La maison, 14 et 16 rue François-Péron est située à Moulins (France).

## Localisation
La maison est située sur la commune de Moulins, dans le département de l'Allier, en région Auvergne-Rhône-Alpes.

## Description
Maison du XVe siècle dont trois façades sur la cour intérieure présentent un décor de style flamboyant. L'encadrement d'une des fenêtres est mouluré d'un tore dégagé par des cavets et posé sur bases prismatiques. De part et d'autre des montants s'élèvent des pilastres triangulaires interrompus aux 2/3 de leur hauteur par un larmier en saillie au-dessus de deux arcs tréflés. Au-dessus du linteau, un cordon en larmier, arrondi à ses extrémités, joint de part et d'autre ces pilastres qui se continuent vers le haut. La seconde fenêtre possède le même décor. Les linteaux de ces deux fenêtres sont surmontés d'un panneau sculpté en bas-relief à l'intérieur d'un cadre de moulures formé par les pilastres sur les côtés et par le cordon d'appui de l'étage à la partie supérieure. Une seconde façade présente, sur la partie comprise entre une fenêtre et la porte, deux écus sculptés dont chacun est placé au centre d'un quatrelobe dont chaque lobe inscrit un arc tréflé. Une troisième façade présente également des éléments sculptés intéressants. À la suite de cette partie construite en pierre s'étend, à l'étage, une galerie dont l'ossature est à pans de bois, portée sur une sablière décorée à sa partie supérieure d'un cordon mouluré.

## Historique
La maison est inscrite partiellement au titre des monuments historiques par arrêté du 24 septembre 1975.

## Protection
Éléments protégés : les façades et toitures sur cour.

## Galerie

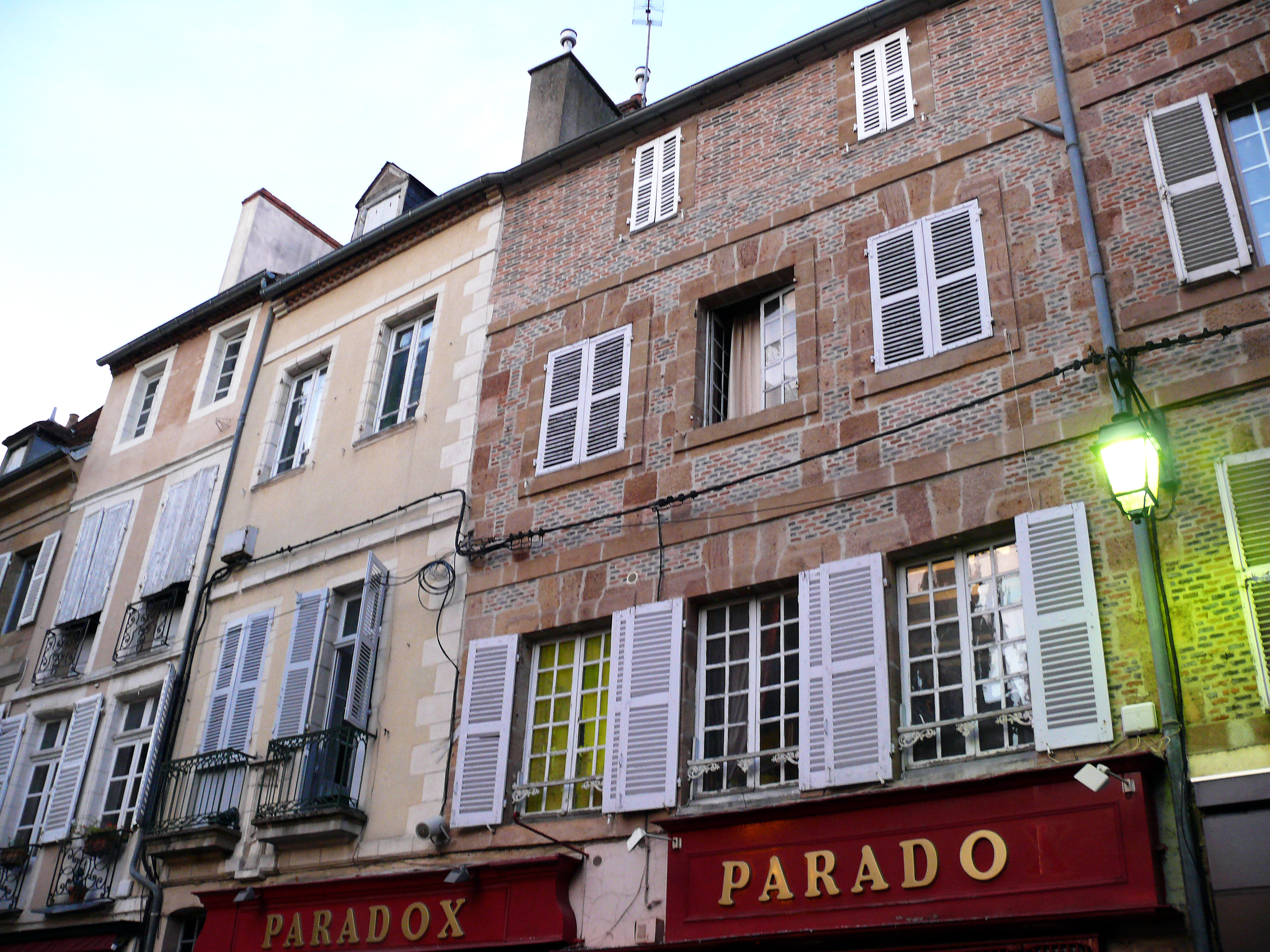